# GK Tauri
GK Tauri är en ung stjärna belägen i den norra delen av stjärnbilden Oxen. Den har en skenbar magnitud av ca 15,1 och kräver ett kraftfullt teleskop med kamera för att kunna observeras. Baserat på parallax enligt Gaia Data Release 3 på ca 7,74 mas, beräknas den befinna sig på ett avstånd på ca 421 ljusår (129 parsek) från solen. GK Tauri troddes ursprungligen ha en nära följeslagare, WDS J04336+2421Ab. Det visade sig dock vara en orelaterade bakgrundsstjärna enligt Gaia-data.
Stjärnorna GK Tauri och GI Tauri bildar en vid dubbelstjärna, med den projicerade separationen mellan komponenterna av 1 700 AE. Följeslagarens omloppsbana är inte särskilt excentrisk, med en periastron på minst 890 AE.

## Egenskaper
Primärstjärnan GK Tauri är en orange till gul stjärna före huvudserien av spektralklass K7 och är en T Tauri-stjärna. Den har en massa som är lika med ca 0,79 solmassa och utsänder energi från dess fotosfär motsvarande ca 0,80 gånger solen vid en effektiv temperatur av ca 4 000 K.

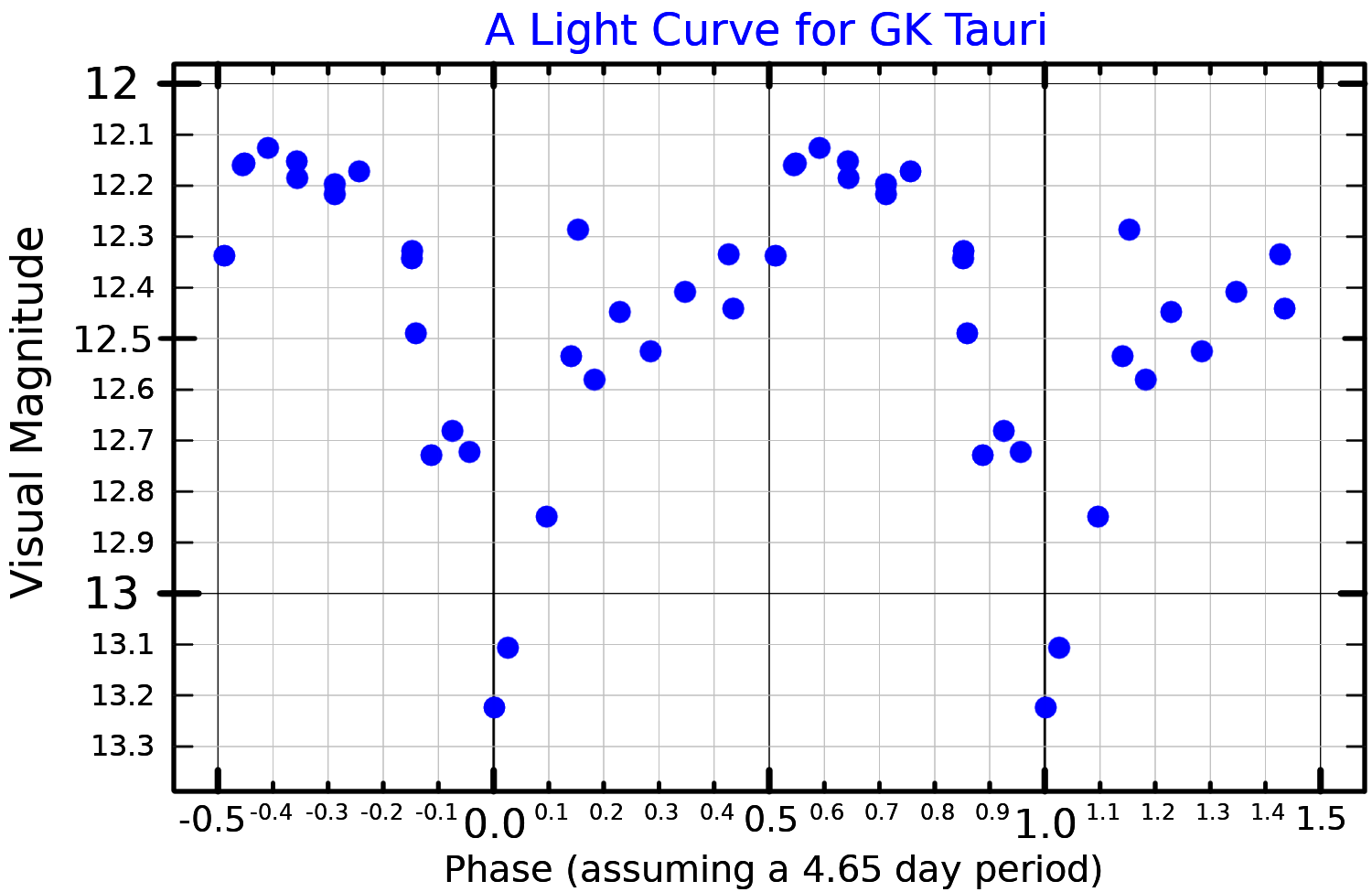
Ljuskurva i visuella bandet för GK Tauri, plottad från Bouvier et al.(1993).

Båda komponenterna i dubbelstjärnan är medelstora objekt som fortfarande rör sig mot huvudserien och samlar massa, med primärstjärnan GK Tauri nära att komma in i huvudserien.
Båda stjärnorna är omgivna av kompakta protoplanetära skivor, även om orsaken till de små skivstorlekarna inte är klarlagda. GK Tauris spektrum anger ett möjligt gap i den protoplanetära skivan och en exoplanet som kretsar i gapet, med en halv storaxel på 2,4 +1,5−1,0 AE. Stoftskivan kring GK Tauri har en omfång av 0 –19 AE från stjärnan och en lutning mot siktlinjen från Jorden på 40,2 +5,9−6,2° medan motsvarande för GI Tauri är 2 – 25 AE och 43,8 ± 1,1°.